# Гайяр, Габриель Анри
Габриель Анри Гайяр (фр. Gabriel-Henri Gaillard; 26 марта 1726, Остель, Пикардия — 13 февраля 1806, Винёй-Сен-Фирмен, Пикардия) — французский историк и писатель.

## Биография
Габриель Анри Гайяр родился в Остеле, Пикардия. Получил юридическое образование, но после его окончания занялся литературной деятельностью, в конечном счёте, посвятив себя, главным образом, истории.
В 1760 году стал членом Академии надписей и изящной словесности. В 1771 году, уже после публикации первых трёх томов «Истории соперничества между Францией и Англией», был избран во Французскую академию. В 1803 году, после того как Наполеон консульским декретом вместо класса литературы и искусств Института Франции, частью которого к тому моменту стала академия, учредил три новых (французского языка и словесности, древней истории и литературы, изящных искусств), Гайяр был принят в класс истории.
Гайяр был известен кропотливостью и беспристрастностью в изложении фактов, его стиль отличался правильностью и элегантностью, имея при этом склонность несколько нарушать единство повествования отступлениями. В своих книгах предпочитал рассказывать о войне, политике, гражданской администрации и церковных делах в отдельных главах.
В течение сорока лет Гайяр был близким другом юриста и политика Кретьена Гийома де Ламуаньона де Мальзерба, чью жизнь описал в 1805 году.
Умер в Винёй-Сен-Фирмене, недалеко от Шантийи.

## Труды
Самой важной работой Гайяра считается его 11-томная «История соперничества между Францией и Англией» (фр. Histoire de la rivalité de la France et de l'Angleterre), выходившая в Париже в период с 1771 по 1777 годы. Среди других его работ можно назвать:
- 1745 — Essai de la rhétorique française à l’usage des demoiselles
- 1757 — Histoire de Marie de Bourgogne
- 1776—1779 — Histoire de François I (5 томов)
- 1777 — Histoire des grandes querelles entre Charles V. et François II (2 тома)
- 1782 — Histoire dc Charlemagne (тома)
- 1801 — Histoire de la rivalité de la France et de l’Espagne (8 томов)
- 1789—1804 — Dictionnaire historique (6 томов)
- 1805 — Mélanges littéraires (содержащая «похвалы» Карлу V, Генриху IV, Декарту, Корнелю, Лафонтену, Мальзербу и другим).